# Гэлбрейт, Джон Кеннет
Джон Ке́ннет Гэ́лбрейт (англ. John Kenneth Galbraith; 15 октября 1908, Айон-Стейшн, Канада — 29 апреля 2006) — американский экономист, представитель старого (Вебленского) институционального и кейнсианского течений, один из видных экономистов-теоретиков XX века. Существует точка зрения, согласно которой Гэлбрейт является представителем экономического прагматизма.
Преподавал в Калифорнийском, Гарвардском и Принстонском университетах. Президент Американской экономической ассоциации в 1972 году. Лауреат премий Фрэнка Сейдмана (1975), Веблена-Коммонса (1976), В. Леонтьева (2000). Иностранный член АН СССР (1988).

## Биография
Родился 15 октября 1908 года в Iona Station, Онтарио (Канада). Окончил университет в Торонто. В 1937 году стал гражданином США.
Во время второй мировой войны работал в Комитете по ценам. Был профессором экономики в Гарварде (1949-1975). Служил послом в Индии (1961-1963).
Был советником президента Джона Кеннеди и кандидатов от демократической партии Эдлая Стивенсона, Юджина Маккарти и Джорджа Макговерна. Был советником президента Билла Клинтона.
С 27 декабря 1988 года иностранный член АН СССР по Отделению проблем мировой экономики и международных отношений.
В 1993 году награждён золотой медалью им. М. В. Ломоносова за выдающиеся достижения в области экономических и социальных наук. Дважды кавалер Президентской медали Свободы: в 1946 году вручена президентом США Г. Трумэном, и в 2000 году вручена президентом США Клинтоном.
Сын — экономист Джеймс К. Гэлбрейт.
Джон Кеннет Гэлбрейт умер 29 апреля 2006 года в возрасте 97 лет в Mount Auburn Hospital в Кембридже (шт. Массачусетс, США).

## Идеи
Джон Гэлбрейт критиковал мнение, что на экономическом рынке силы находятся в состоянии свободной конкуренции. Он считал, что «общество потребления» развивает экономический дисбаланс, направляя слишком много ресурсов на производство потребительских товаров и недостаточно — на общественные нужды и инфраструктуру. Гэлбрейт критиковал и мнение, выдвигаемое защитниками монетаризма, что государственные расходы не способны снизить безработицу. Его подход к развитию общественного сектора был в согласии с экономическим учением Кейнса. В своей книге «Общество изобилия» (The Affluent Society, 1958) он документально подтверждает тенденцию свободно-рыночного капитализма создавать частное великолепие и одновременно общественную нищету. Он твёрдо верил в роль правительства в экономическом планировании. Он доказывал, что мотивация крупных корпораций зависит от влияния «техноструктуры» или ведомственного управления, и такими корпорациями управляет стремление к безопасности и расширению, а не погоня за максимальной прибылью. Реклама виделась ему отчасти как важное средство достижения власти на рынке и закрепления экспансии. С другой стороны, корпорации сдерживаются «уравновешивающей силой» других фирм, профсоюзов, потребительских групп и правительств. Также он считал, что в современной экономике женщины превратились в класс скрытой прислуги.
В книге «Экономическая теория и цели общества» Дж. К. Гэлбрейт отмечал, что корпорации, управляемые техноструктурой, составляют планирующую подсистему экономики, а мелкие фирмы — рыночную подсистему. При этом планирующая подсистема эксплуатирует рыночную, порождая при этом неравенство в прибыли. Дж. К. Гэлбрейт считал, что в экономике СССР ведущие позиции также заняла техноструктура, что в конечном итоге должно было привести к эволюционной конвергенции рыночной и плановой экономической систем. В этой книге он ввёл категорию «самоэксплуатация» — так он назвал деятельность работодателя или работающего в своей фирме предпринимателя.
Мало кто из современных экономистов может похвастаться такой успешной и разнообразной карьерой, как Джон Гэлбрейт. В семидесятые годы, когда будущее человечества стало выглядеть в мрачных тонах, Гэлбрейт отдал должное футурологии.
В своей последней книге «Экономика невинного обмана», вышедшей в свет 26 февраля 2004 года, он поставил под сомнение целый ряд общепризнанных тезисов, на которых стоит современная экономическая теория. По мнению Гэлбрейта, различие между «частным» и «государственным» секторами экономики по большей части является выдумкой, а не реальностью. Он также выразил сомнение в том, что акционеры и директора реально играют заметную роль в управлении современной компанией. Гэлбрейт критически отзывался о Федеральной резервной системе США, заявляя, что её реальные достижения гораздо скромнее, чем об этом принято писать. И, наконец, он был известным диссидентом, резко критиковавшим политику своей страны, включая войну США во Вьетнаме и вторжение в Ирак в 2003 году.

### Список произведений
- «Американский капитализм» (American Capitalism, 1952),
- Гэлбрейт, Дж. К. Великий крах 1929 года = The Great Crash, 1929 (1954). — Минск: Попурри, 2009. — 256 с. — ISBN 978-985-15-0779-1.
- «Общество изобилия» (The Affluent Society, 1958), — М.: Олимп-Бизнес, 2018. — 404 с. — ISBN 978-5-604-00096-0.
- Гэлбрейт, Дж. К. Новое индустриальное общество = The New Industrial State (1967). — АСТ, 2004. — 608 с. — ISBN 5-17-024777-X.
- Гэлбрейт, Дж. К. Экономические теории и цели общества = Economics and the Public Purpose (1973) / Под общ. ред. и с предисл. Н. Н. Иноземцева, А. Г. Милейковского. — М.: Прогресс, 1976. — 408 с.
- «Деньги: откуда они приходят, куда уходят» (Money: whence it came, where it went, 1975)
- Гэлбрейт, Дж. Жизнь в наше время. Воспоминания = A Life in Our Times (1981) / Общ. ред. и предисл. С. М. Меньшикова. — М.: Прогресс, 1986. — 406 с.
- «Экономическая наука в перспективе» (Economics in Perspective, 1987).
- Гэлбрейт Дж., Меньшиков С. Капитализм, социализм, сосуществование = Capitalism, Communism and Coexistence (1988). — М.: Прогресс, 1988.
- «Культура сдерживания» (The Culture of Containment, 1992).
- Экономика невинного обмана = The Economics of Innocent Fraud: Truth for Our Time. (2004) — М.: Европа, 2009. — 88 с.